# 大塚泰之
大塚 泰之（おおつか やすゆき）は、日本の映画プロデューサーである。

## 来歴
横浜放送映画専門学院（現・日本映画大学）3期卒業。同期には、撮影技師のさのてつろう、編集技師の島村泰司他がいる。
2001年、自身の制作プロダクション「三城」を設立。現在も映画・テレビの現場で活躍中である。

## 主な作品

### 映画
- 『もっともあぶない刑事』（製作担当・1989年）
- 『私を抱いてそしてキスして』（進行主任・1992年）
- 『あぶない刑事リターンズ』（製作担当・1996年）
- 『あぶない刑事 フォーエヴァー THE MOVIE』（製作担当・1998年）
- 『時雨の記』（制作・1998年）
- 『英二』（製作・1999年）
- 『DEATH NOTE』（2006年）
- 『DEATH NOTE the Last name』（2006年）

### TV
- NTV『あぶない刑事』（製作主任・1986-87年）
- NTV『もっとあぶない刑事』（製作担当・1988-1989年）
- TBS『俺たちルーキーコップ』（製作担当・1992年）
- NTV『あぶない刑事 フォーエヴァー TVスペシャル'98』（1998年）
- NTV『ミニパト婦警の事件簿 違法駐車殺人事件』（1998年）
- CX『世にも奇妙な物語 春の特別編』（2000年）
- NTV『フードファイト』（2000年）
- NTV『ゴールデンボウル』（2002年）
- NTV『共犯者』（2003年）
- NTV『なつのひかり。』（2004年）
- NTV『仔犬のワルツ』（2004年）
- NTV『SHISEIDO PRESENTS あの日にかえりたい。』（2004年）
- NTV『ラーメン発見伝 おいしい対決！塩・みそ・とんこつ・しょうゆ』（2004年）
- NTV『87%』（2005年）
- NTV『小さな運転士 最後の夢』（2005年）
- NTV『左目探偵EYE』（2009年）
- NTV『探偵M』（2009年）
- NTV『左目探偵EYE』（2010年）
- NTV『離婚シンドローム』（2010年）

| スタブアイコン | サブスタブ | この項目は、まだ閲覧者の調べものの参照としては役立たない、人物に関連した書きかけの項目です。この項目を加筆・訂正などしてくださる協力者を求めています（P:人物伝/PJ:人物伝）。 |